# Municipio de Washington (condado de Allen)
El municipio de Washington (en inglés: Washington Township) es un municipio ubicado en el condado de Allen en el estado estadounidense de Indiana. En el año 2010 tenía una población de 36092 habitantes y una densidad poblacional de 439 personas por km².

## Geografía
Según la Oficina del Censo de los Estados Unidos, tiene una superficie total de 82.21 km², de la cual 82.05 km² corresponden a tierra firme y (0.2%) 0.16 km² es agua.

## Demografía
La densidad de población era de 439 hab./km². De los 36092 habitantes, estaba compuesto por el 82.59% blancos, el 6.35% eran afroamericanos, el 0.38% eran amerindios, el 4.28% eran asiáticos, el 0.03% eran isleños del Pacífico, el 3.18% eran de otras razas y el 3.19% pertenecían a dos o más razas. Del total de la población el 7.12% eran hispanos o latinos de cualquier raza.